# Zaman
Zaman (en turco: ‘tiempo’) es un diario de Turquía. Fue fundado en 1986, tiene ediciones en varios idiomas, entre ellos en turco e inglés, y una tirada diaria de 850  000 ejemplares, según datos de 2015, convirtiéndose e uno de los diarios de mayor difusión del país.  
Entre sus secciones se encuentran nacional, internacional, negocios, cultura además de temas de actualidad y entrevistas.   
El 4 de marzo de 2016 fue incautado por el gobierno turco.
En 1995 fue el diario turco con versión digital y es también uno de los pocos periódicos turcos que tiene una amplia edición inglesa en Internet. Tiene ediciones para Estados Unidos () y Europa (). También posee una amplia red de corresponsales en el extranjero, especialmente en Rusia y Asia Central dado que los seguidores de Fethullah Gülen llevan a cabo una labor educativa con un importante número de escuelas y de universidades en estos países.  
Ha sido galardonado en repetidas ocasiones por su diseño próximo al diseño tradicional de los medios europeos.

## Ideología
Desde sus inicios el periódico estaba relacionado con el movimiento Hizmet del clérigo musulmán Fethullah Gülen, autoexiliado desde 1999 en Estados Unidos. El medio inicialmente apoyaba al Partido Justicia y Desarrollo liderado por Recep Tayyip Erdoğan pero en diciembre de 2013 lideró la información sobre corrupción señalando al primer ministro.
El 4 de marzo de 2016 el gobierno tomó el control del periódico nombrando un interventor tras acusar a Gülen de intentar establecer un estado paralelo en Turquía. La decisión fue contestada por activistas y grupos de medios de comunicación internacionales denunciando "otro golpe a la libertad de prensa en Turquía".